# Epileptogeneza
Epileptogeneza – proces, na drodze którego zostaje zaburzone funkcjonowanie układu nerwowego, co prowadzi do powtarzających się napadów padaczkowych.
Jest ona w rzeczywistości kaskadą zjawisk zapoczątkowaną przez np. urazy mózgu, które w ostateczności powodują powstanie ogniska padaczkowego.
Pojęcie epileptogenezy może być też używane w stosunku do rozwoju objawów epilepsji.

## Przyczyny[4]
Wiele warunków może spowodować epileptogeneze, do nich należą:
- choroby neurodegeneracyjne
- guzy mózgu
- zakażenia centralnego ośrodka nerwowego
- urazowe uszkodzenia mózgu
- stan padaczkowy